# Ben Hetherington
Pour les articles homonymes, voir Hetherington.
Ben Hetherington, né le 9 août 1995 à Sedgefield, est un coureur cycliste britannique, membre de l'équipe Memil-CCN.

## Biographie
En 2017, Ben Hetherington rejoint l'équipe continentale koweïtienne Cyclesport.se-Memil. Au mois de février, il obtient son premier succès de la saison sur la troisième épreuve de la Volta a la Marina, une compétition espagnole. En avril, il s'impose en solitaire sur la cinquième étape Tour du Maroc, avec dix secondes d'avance sur un peloton d'une soixantaine de coureurs.
En 2018, il termine notamment dix-septième du Tour d'Estonie. Durant l'été, il se montre à son avantage lors des championnats de Grande-Bretagne, en se classant sixième de la course en ligne et onzième du contre-la-montre. 

## Palmarès
- 2017
  - 5e étape du Tour du Maroc
- 2019
  - 1re étape du Tour du Maroc

## Classements mondiaux
| Année           | 2017 | 2018 | 2019   |
| --------------- | ---- | ---- | ------ |
| UCI Africa Tour | 186e |      |        |
| UCI Asia Tour   |      | 672e |        |
| UCI Europe Tour |      | 965e | 1 457e |